# Blabomma sanctum
Blabomma sanctum là một loài nhện trong họ Dictynidae.
Loài này thuộc chi Blabomma. Blabomma sanctum được Ralph Vary Chamberlin & Wilton Ivie miêu tả năm 1937.